# Heiltz-le-Hutier
Heiltz-le-Hutier is een gemeente in het Franse departement Marne (regio Grand Est) en telt 145 inwoners (1999). De plaats maakt deel uit van het arrondissement Vitry-le-François.

## Geografie
De oppervlakte van Heiltz-le-Hutier bedraagt 10,6 km², de bevolkingsdichtheid is 13,7 inwoners per km².
De onderstaande kaart toont de ligging van Heiltz-le-Hutier met de belangrijkste infrastructuur en aangrenzende gemeenten.

## Demografie
Onderstaande figuur toont het verloop van het inwonertal (bron: INSEE-tellingen).